# Michael Rogers (attore)
Michael John Rogers (Victoria, 18 maggio 1964) è un attore canadese.

## Filmografia

### Cinema
- Shooter - Attentato a Praga (The Shooter), regia di Ted Kotcheff (1995)
- Duets, regia di Bruce Paltrow (2000)
- Hellraiser: Hellseeker, regia di Rick Bota (2002)
- Sea Ghost - Il fantasma degli abissi (The Thing Below), regia di Jim Wynorski (2004)
- Rischio a due (Two for the Money), regia di D.J. Caruso (2005)
- L'assassinio di Jesse James per mano del codardo Robert Ford (The Assassination of Jesse James by the Coward Robert Ford), regia di Andrew Dominik (2007)
- Beyond the Black Rainbow, regia di Panos Cosmatos (2010)
- The Unspoken, regia di Sheldon Wilson (2015)
- Interrogation - Colpo esplosivo (Interrogation), regia di Stephen Reynolds (2016)

### Televisione
- X-Files – serie TV, episodi 1x10-2x16 (1993-1995)
- Il commissario Scali (The Commish) – serie TV, episodio 4x01 (1994)
- Stargate SG-1 – serie TV, episodi 2x04-8x07-10x09 (1998, 2004, 2006)
- The Sentinel – serie TV, episodio 3x13 (1999)
- Law & Order - I due volti della giustizia (Law & Order) – serie TV, episodio 12x04 (2001)
- The Dead Zone – serie TV, episodi 1x01-1x02 (2002)
- 4400 – serie TV, episodio 2x03 (2005)
- The Evidence – serie TV, episodio 1x06 (2006)
- Supernatural – serie TV, episodi 3x01-9x20 (2007, 2014)
- Whistler – serie TV, episodio 2x11 (2007)
- Battlestar Galactica: The Face of the Enemy – webserie , 5 episodi (2008)
- Smallville – serie TV, episodi 8x15-8x20 (2009)
- Harper's Island – serie TV, episodio 1x10 (2009)
- Sanctuary – serie TV, episodio 3x04 (2010)
- Mortal Kombat – serie TV, episodi 1x07-1x08 (2011)
- Fringe – serie TV, 5 episodi (2012)
- Continuum – serie TV, 6 episodi (2012)
- Falling Skies – serie TV, episodio 3x07 (2013)
- Arrow – serie TV, episodio 2x06 (2013)
- Bates Motel – serie TV, episodi 2x05-2x06 (2014)
- The 100 – serie TV, episodi 2x05-2x10 (2014-2015)
- Olympus – serie TV, 6 episodi (2015)
- Blindspot – serie TV, episodio 1x03 (2015)
- Agent X – serie TV, episodio 1x01 (2015)
- Aftermath – serie TV, episodio 1x07 (2016)
- Second Chance – serie TV, episodio 1x07 (2016)
- Supergirl – serie TV, episodio 2x17 (2017)
- The Blacklist – serie TV, episodio 5x12 (2018)
- Siren – serie TV, 10 episodi (2019-2020)
- Sight Unseen – serie TV, episodio 1x10 (2024)

## Doppiatori italiani
Nelle versioni in italiano delle opere in cui ha recitato, Michael Rogers è stato doppiato da:
- Roberto Certomà in The Killing, Supernatural (ep. 9x20)
- Gaetano Varcasia in Hellraiser VI: Hellseeker
- Fabrizio Odetto in Law & Order: Criminal Intent
- Domenico Strati in Supernatural (ep. 3x01)
- Gerolamo Alchieri in Smallville
- Vladimiro Conti in Fringe
- Mario Scarabelli in Continuum
- Achille D'Aniello in The 100